# Southgate (Florida)
Southgate és una concentració de població designada pel cens dels Estats Units a l'estat de Florida. Segons el cens del 2000 tenia 7.455 habitants.

## Demografia
Segons el cens del 2000, Southgate tenia 7.455 habitants, 3.629 habitatges, i 2.072 famílies. La densitat de població era de 1.411 habitants/km².
Dels 3.629 habitatges en un 18,4% hi vivien nens de menys de 18 anys, en un 44,8% hi vivien parelles casades, en un 9,3% dones solteres, i en un 42,9% no eren unitats familiars. En el 34,9% dels habitatges hi vivien persones soles el 17,6% de les quals corresponia a persones de 65 anys o més que vivien soles. El nombre mitjà de persones vivint en cada habitatge era de 2,05 i el nombre mitjà de persones que vivien en cada família era de 2,62.
Per edats la població es repartia de la següent manera: un 15,7% tenia menys de 18 anys, un 4,7% entre 18 i 24, un 25% entre 25 i 44, un 27% de 45 a 60 i un 27,6% 65 anys o més.
L'edat mediana era de 48 anys. Per cada 100 dones de 18 o més anys hi havia 85,4 homes.
La renda mediana per habitatge era de 41.762 $ i la renda mediana per família de 50.335 $. Els homes tenien una renda mediana de 33.109 $ mentre que les dones 26.955 $. La renda per capita de la població era de 24.148 $. Entorn del 5,1% de les famílies i el 6,8% de la població estaven per davall del llindar de pobresa.

## Poblacions més properes
El següent diagrama mostra les poblacions més properes.